# 维也纳分区

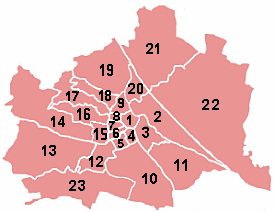

奥地利维也纳分为以下23个区（2002年警区已由23个削减为14个，但行政区尚未如1990年的柏林一样削减）：
1. 内城区（Innere Stadt，市中心，许多功能，居民很少，霍夫堡皇宮）
2. 利奥波德城（Leopoldstadt，在多瑙运河和多瑙河之间的岛上，有 Praterstern普拉特和摩天轮）
3. 蘭德斯特拉塞（Landstraße，多瑙运河右岸，美景宮）
4. 维登（Wieden，面积很小，市中心以南）
5. 馬爾加雷滕（Margareten，1861年从维登分出，密集的住宅居民区）
6. 玛利亚希尔夫（Mariahilf，面积很小，通往維也納西站的主要购物街）
7. 諾伊鮑 （Neubau，面积很小，通往維也納西站的主要购物街，博物馆区）
8. 约瑟夫城（Josefstadt，面积很小，紧靠市政厅，议会和大学）
9. 阿尔瑟格伦德（Alsergrund，总医院区）
10. 法沃里滕（Favoriten，在维也纳南部，人口最多的区，新火车站建设工地）
11. 西梅林（Simmering，多瑙运河右岸，中央公墓）
12. 迈德灵（Meidling，維也納河南岸）
13. 席津 （Hietzing，维也纳河南岸，美泉宫）
14. 彭青（Penzing，维也纳河北岸，1938年从席津区分出，奥托·瓦格纳的教会）
15. 鲁道夫斯海姆-芬夫豪斯（Rudolfsheim-Fünfhaus，维也纳河北岸，1938年从第14和第15区分出，西站）
16. 奥塔克灵 （Ottakring，西部郊区，维也纳的传统啤酒厂）
17. 黑尔纳尔斯（Hernals，西北郊区）
18. 韦灵（Währing，西北郊区，中央气象研究所）
19. 德布灵（Döbling，北郊，经典的‘Heurigen’区）
20. 布里吉特瑙（Brigittenau，1900年从利奥波德城分出）
21. 弗洛里茨多夫 （Floridsdorf，多瑙河左岸，工业区，维也纳最北部）
22. 多瑙城（Donaustadt，在多瑙河左岸，面积最大的区，联合国城，最大的会议厅）
23. 利辛（Liesing，最南面的区，工业区）